# Уобассо-Бич
Уобассо-Бич (англ. Wabasso Beach) — статистически обособленная местность, расположенная в округе Индиан-Ривер (штат Флорида, США) с населением в 1075 человек по статистическим данным переписи 2000 года.

## География
По данным Бюро переписи населения США статистически обособленная местность Уобассо-Бич имеет общую площадь в 3,11 квадратных километров, водных ресурсов в черте населённого пункта не имеется.
Статистически обособленная местность Уобассо-Бич расположена на высоте 3 м над уровнем моря.

## Демография
По данным переписи населения 2000 года в Уобассо-Бич проживало 1075 человек, 383 семьи, насчитывалось 554 домашних хозяйств и 865 жилых домов. Средняя плотность населения составляла около 345,66 человек на один квадратный километр. Расовый состав населённого пункта распределился следующим образом: 98,79 % белых, 0,09 % — чёрных или афроамериканцев, 0,09 % — коренных американцев, 0,19 % — азиатов, 0,47 % — представителей смешанных рас, 0,37 % — других народностей. Испаноговорящие составили 1,02 % от всех жителей статистически обособленной местности.
Из 554 домашних хозяйств в 9,7 % воспитывали детей в возрасте до 18 лет, 64,8 % представляли собой совместно проживающие супружеские пары, в 3,8 % семей женщины проживали без мужей, 30,7 % не имели семей. 25,6 % от общего числа семей на момент переписи жили самостоятельно, при этом 15,7 % составили одинокие пожилые люди в возрасте 65 лет и старше. Средний размер домашнего хозяйства составил 1,94 человек, а средний размер семьи — 2,28 человек.
Население статистически обособленной местности по возрастному диапазону по данным переписи 2000 года распределилось следующим образом: 8,5 % — жители младше 18 лет, 2,0 % — между 18 и 24 годами, 10,5 % — от 25 до 44 лет, 32,1 % — от 45 до 64 лет и 46,9 % — в возрасте 65 лет и старше. Средний возраст жителей составил 64 года. На каждые 100 женщин в Уобассо-Бич приходилось 94,7 мужчин, при этом на каждые сто женщин 18 лет и старше приходилось 89,2 мужчин также старше 18 лет.
Средний доход на одно домашнее хозяйство статистически обособленной местности составил 67 072 доллара США, а средний доход на одну семью — 74 808 долларов. При этом мужчины имели средний доход в 75 771 доллар США в год против 39 464 доллара среднегодового дохода у женщин. Доход на душу населения статистически обособленной местности составил 67 072 доллара в год. 2,0 % от всего числа семей в населённом пункте и 1,4 % от всей численности населения находилось на момент переписи населения за чертой бедности, при этом 14,8 % из них были моложе 18 лет и — в возрасте 65 лет и старше.